# SN 2009it
SN 2009it – supernowa typu Ia odkryta 27 sierpnia 2009 roku w galaktyce NGC 6841. W momencie odkrycia miała maksymalną jasność 16,30m.